# Johann Ludwig von Wallmoden-Gimborn
Johann Ludwig, comte de Wallmoden-Gimborn (en allemand : Johann Ludwig, Reichsgraf von Wallmoden-Gimborn ; né le 22 avril 1736 à Hanovre et mort le 10 octobre 1811 dans la même ville) est un lieutenant-général et collectionneur d'art allemand.

## Biographie
Johann Ludwig était le fils illégitime de George II de Grande-Bretagne et de sa maîtresse Amalie von Wallmoden. Cette dernière était légalement mariée à Adam Gottlieb, comte de Wallmoden (1704-1752). Toutefois, pour un paiement de 1 000 ducats, Adam était prêt à se séparer d'Amélie, ce qui arriva finalement en 1740.

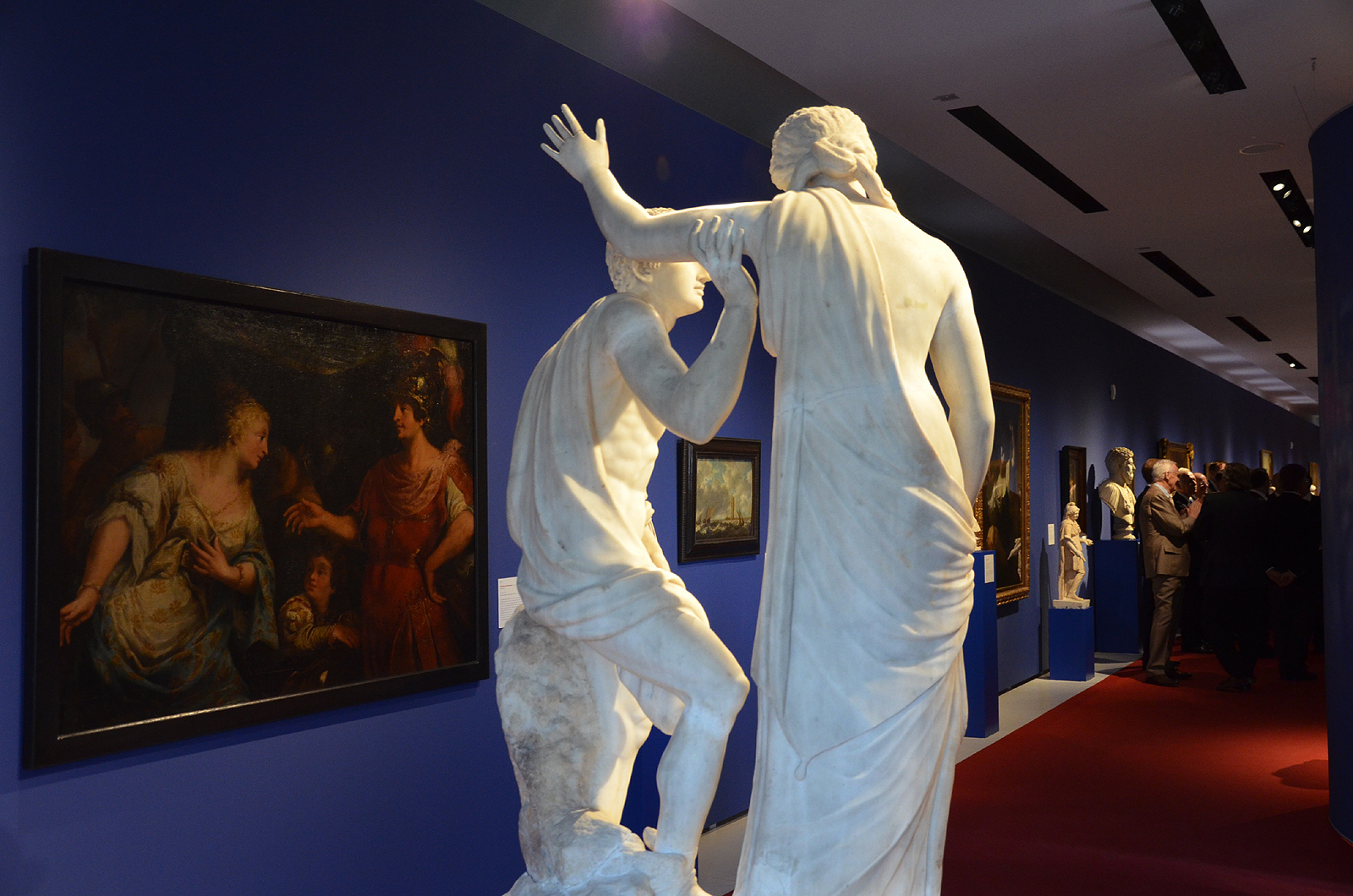
La collection du Wallmoden-Gimborn 2014 dans le Chateau Royaux de Herrenhausen

À la mort de la reine Caroline, en 1737, le premier ministre Robert Walpole suggéra qu'Amélie soit emmenée du Hanovre en Grande-Bretagne afin de devenir la maîtresse en titre de George II. Dans le même temps, Lady Deloraine, une bavarde mais peu intelligente courtisane avec qui George II avait eu une relation éloignée, servait de bouche-trou. Ainsi, Johann Ludwig grandit aux palais St. James et Kensington. Comme fils illégitime du roi il reçut une solide éducation, après quoi il effectua un Grand Tour en Italie où il acquit une vaste collection de statues, bustes et bas-reliefs classiques. À son retour, Johann Ludwig entra dans les rangs de l'armée hanovrienne et fut promu major-général.
Vers 1700, un certain nombre de nobles s'établirent dans l'ancien lit de la Leine. En 1768, Wallmoden-Gimborn acquit une partie de ces nouvelles terres et les rassembla toutes afin de former le Wallmodengarten (en français : « le jardin Wallmoden »). Ce jardin deviendra plus tard le Georgengarten (de). En 1782, Johann Ludwig fit construire le palais Wallmoden afin d'y conserver sa collection d'œuvres d'art et d'antiquités. La même année, il acheta le comté de Gimborn, en Westphalie, au prince Jean Ier de Schwarzenberg. Le 17 janvier 1783, Johann Ludwig fut élevé au rang de comte du Saint-Empire par l'empereur Joseph II. Il obtint également un siège et une voix au Reichsgrafenkollegium (collège de comtes du Saint-Empire) de Westphalie.
Après la mort du comte Philippe II de Schaumbourg-Lippe, Johann Ludwig entreprit une démarche auprès de sa veuve, Julienne de Hesse-Philippsthal, afin de devenir le tuteur de son fils Georges-Guillaume. De 1790 à 1811, Johann Ludwig fut membre honoraire de l'Académie des arts de Berlin. À sa mort, sa collection d'œuvres d'art, d'antiquités et de livres (environ 8 000 volumes) fut acquise par son neveu George III du Royaume-Uni. Elle est actuellement conservée à l'université de Göttingen.

### Mariage et descendance
Johann Ludwig se maria pour la première fois avec Charlotte Christiane Auguste Wilhelmine von Wangenheim (1er mars 1740-21 juillet 1783), le 18 avril 1766 à Hanovre. De cette union naquirent cinq enfants :
- Ernst Georg August (1767-1792)[2] ;
- Ludwig Georg Thedel (1769-1862)[3] ;
- Georgine Charlotte Auguste (1770-1859)[4] ;
- Christine Wilhelmine Magdalene Friederike (1772-1819)[5] ;
- Fredrike Eleonore Juliane (1776-1826)[6].

Johann Ludwig se maria une seconde fois avec la baronne Luise Christiane von Lichtenstein (10 avril 1763-25 février 1809), le 3 août 1788 à Bückeburg. De cette union naquirent trois enfants :
- Karl August Ludwig (1792-1883)[7] ;
- Adolf Franz James Wilhelm (1794-1825)[2] ;
- Luise Henriette (1796-1851)[8].